# Intrigo internazionale
Intrigo internazionale (North by Northwest) è un film del 1959 diretto da Alfred Hitchcock, con Cary Grant, Eva Marie Saint e James Mason. È considerato uno dei capolavori del regista inglese.
Nel 1995 è stato scelto per la conservazione nel National Film Registry della Biblioteca del Congresso degli Stati Uniti d'America.
Nel 2008 l'American Film Institute l'ha inserito al cinquantacinquesimo posto della classifica dei migliori cento film statunitensi di tutti i tempi.

## Trama
Roger Thornhill, un brillante agente pubblicitario di New York, viene erroneamente identificato come George Kaplan, un inesistente agente segreto creato dalla CIA per depistare un'organizzazione di spionaggio internazionale. Questo equivoco lo trascina in una spirale di eventi pericolosi e rocamboleschi.
Mentre si trova al Plaza Hotel, Thornhill viene rapito da due uomini che lo conducono alla villa di Lester Townsend a Long Island. Qui viene interrogato e costretto a bere grandi quantità di whisky, per poi essere messo alla guida di un'auto con l'intento di simulare un incidente mortale. Thornhill riesce a salvarsi e viene arrestato per guida in stato di ebbrezza. Tuttavia, la polizia non crede alla sua versione dei fatti e le indagini si rivelano inconcludenti.
Determinato a scoprire la verità, Thornhill si reca al Palazzo di Vetro delle Nazioni Unite per incontrare il vero Townsend, solo per assistere al suo assassinio da parte degli stessi uomini che lo avevano rapito. Accusato ingiustamente dell'omicidio, Thornhill fugge e si imbarca su un treno diretto a Chicago, dove incontra la misteriosa e affascinante Eva Kendall. La donna lo aiuta a sfuggire alla polizia, ma si rivela essere coinvolta nel complotto.
Thornhill viene attirato in un'area deserta con la promessa di incontrare Kaplan, ma viene attaccato da un aereo agricolo che tenta di ucciderlo. Dopo una fuga ardimentosa, riesce a salvarsi e torna a Chicago, dove scopre che Eva è la compagna di Philip Vandamm, il capo dell'organizzazione di spie. Thornhill assiste a un'asta in cui Vandamm acquista una statuetta precolombiana contenente un microfilm con informazioni segrete. Per evitare di essere catturato, Thornhill provoca disordini durante l'asta e viene arrestato, ottenendo così protezione.
Successivamente, Thornhill viene informato dalla CIA che Kaplan non esiste e che Eva è un'agente sotto copertura. Preoccupato per la sua sicurezza, Thornhill si reca alla villa di Vandamm vicino al Monte Rushmore per salvare la donna. Dopo una serie di eventi drammatici, tra cui un avventuroso inseguimento sulle sculture del monte, Thornhill ed Eva riescono a fuggire e a mettere fine al complotto.
Il film si conclude con una nota romantica: Thornhill ed Eva, ormai al sicuro, si ritrovano insieme in un vagone letto, felici e innamorati, suggellando il loro legame nato tra inseguimenti, inganni e fughe rocambolesche.

## Produzione
Il film fu prodotto dalla Metro-Goldwyn-Mayer (MGM) durante il periodo d'oro del cinema hollywoodiano, quando Hitchcock era già una figura di riferimento nel genere del thriller e del mistero. Il film segue la tradizione del regista nel raccontare storie di tensione, ma con un tocco che riflette anche il contesto storico e politico del tempo.

### Titolo

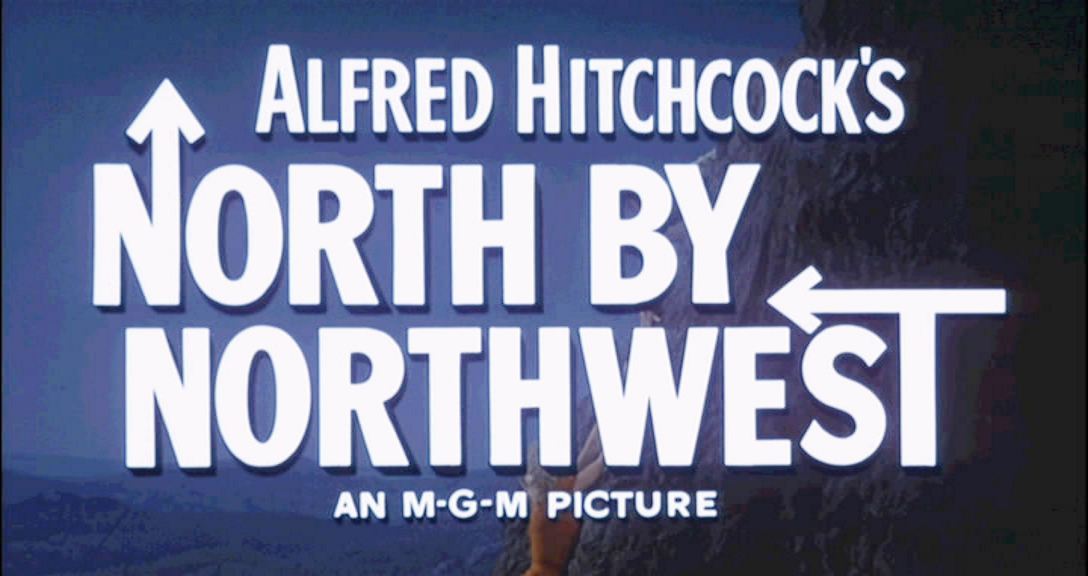
Titoli di testa nel trailer

Durante le vacanze natalizie del 1957, lo sceneggiatore Ernest Lehman inviò ad Alfred Hitchcock le prime settanta pagine della sceneggiatura del film, recanti il titolo provvisorio In a Northwesterly Direction. Nei primi mesi del 1958, il progetto fu identificato anche con un secondo titolo temporaneo, Breathless (in italiano Senza respiro), che intendeva evocare il ritmo serrato e l’atmosfera di suspense che avrebbero caratterizzato la pellicola. Il titolo definitivo, North by Northwest, fu infine suggerito da Kenneth MacKenna, capo dell’ufficio sceneggiature della Metro-Goldwyn-Mayer (MGM), e venne accolto con entusiasmo da Hitchcock, che ne apprezzò l’ambiguità e l’eleganza.
Il titolo allude in parte alla direzione geografica seguita dai protagonisti nel corso della narrazione: dopo un omicidio avvenuto presso il Palazzo di Vetro delle Nazioni Unite a New York, il protagonista intraprende una fuga che lo conduce progressivamente verso nord-ovest, attraverso gli Stati Uniti, fino al celebre monte Rushmore, nel Sud Dakota, dove si svolge la sequenza finale. Tuttavia, l’espressione North by Northwest non corrisponde a un punto cardinale reale sulle bussole convenzionali (che prevedono north-northwest, ma non north by northwest), e ciò ha alimentato interpretazioni simboliche e autoriflessive.
Sotto questo profilo, il titolo è stato letto anche come una metafora dell’assurdità e della disorientante ambiguità dell’identità e della verità, temi centrali nell’opera. Il protagonista, infatti, è un uomo comune coinvolto in un complotto internazionale a causa di uno scambio di identità, costretto a muoversi in una direzione imposta da eventi che non comprende fino in fondo. In questo senso, North by Northwest può essere inteso non solo come una semplice indicazione spaziale, ma come un’ironica allusione all’assenza di una direzione precisa, in perfetta sintonia con l’umorismo sottile e il gusto per l’enigma che caratterizzano il cinema di Hitchcock.
North by Northwest è oggi considerato uno dei titoli più emblematici della filmografia hitchcockiana e del cinema di spionaggio in generale, contribuendo a consolidare l’aura di mistero e sofisticazione che circonda l’opera. Ma nel titolo i critici hanno ritrovato la citazione di un verso di William Shakespeare, tratta dall'Amleto e pronunciata dal principe: "Io sono pazzo solo quando spira il vento nord-nord-ovest. Con la brezza del sud so distinguere un airone da un falco". E scegliendo questo titolo Hitchcock sembra voler identificare il suo protagonista, Roger Thornhill, con Amleto stesso.
Durante le riprese il regista scherzosamente suggerì di intitolare il film L'uomo sul naso di Lincoln, riferendosi alla sequenza finale sul monte Rushmore.

### Sceneggiatura
Ernest Lehman era stato ingaggiato dalla MGM per adattare il romanzo I giganti del mare (The Wreck of the Mary Deare), che nelle intenzioni iniziali avrebbe dovuto costituire il film successivo di Hitchcock dopo La donna che visse due volte. Tuttavia, il progetto non entusiasmava né Lehman né il regista. Lo sceneggiatore arrivò persino a confidare a Hitchcock la volontà di rinunciare all’incarico, sentendosi incapace di portare avanti una storia che non lo coinvolgeva creativamente. Fu così che, nell’agosto del 1957, i due decisero di abbandonare il progetto e di collaborare alla ricerca di un nuovo soggetto che potesse stimolarli artisticamente.
Lehman raccontò allo scrittore Donald Spoto che la sceneggiatura di Intrigo internazionale nacque da una traccia iniziale proposta da Hitchcock per convincerlo a restare a lavorare con lui:
Lehman abbandonò la macchina da scrivere e partì per un viaggio di due settimane nei luoghi in cui avrebbero dovuto muoversi i personaggi. Completò la perlustrazione con una ascesa parziale del monte Rushmore.

### Cast
Il cast principale del film è guidato da Cary Grant, che interpreta il ruolo di Roger Thornhill, un pubblicitario che, dopo essere stato scambiato per un agente segreto, si ritrova coinvolto in un pericoloso intrigo internazionale. Al suo fianco c'è Eva Marie Saint, che veste i panni di Eve Kendall, una donna affascinante e misteriosa che sembra voler aiutare Thornhill, ma il cui vero obiettivo rimane ambiguo. James Mason interpreta il ruolo di Phillip Vandamm, l'antagonista principale del film, un uomo manipolatore e senza scrupoli che cerca di eliminare Thornhill per proteggere i propri interessi. Il personaggio è descritto come un agente nemico elegante ma spietato, con un notevole supporto da parte del suo minaccioso segretario Leonard.
Tra gli attori secondari di rilievo, c'è Martin Landau nel ruolo di Leonard, un sicario al servizio di Vandamm, la cui lealtà e pericolosità rendono il personaggio fondamentale nell'evolversi della trama. Leo G. Carroll interpreta il "Professore", l'uomo della CIA che Thornhill incontra durante la sua fuga e dal quale viene informato che Kaplan non esiste e che Eva è un'agente sotto copertura. Infine, Jessie Royce Landis appare nel ruolo di Mrs. Thornhill, la madre di Roger, che offre un tocco di leggerezza che allenta la tensione della trama.

### Riprese
Le riprese iniziarono il 27 agosto 1958 a New York e durarono fino a dicembre; una seconda unità del film fu girata nell'aprile dell'anno successivo.

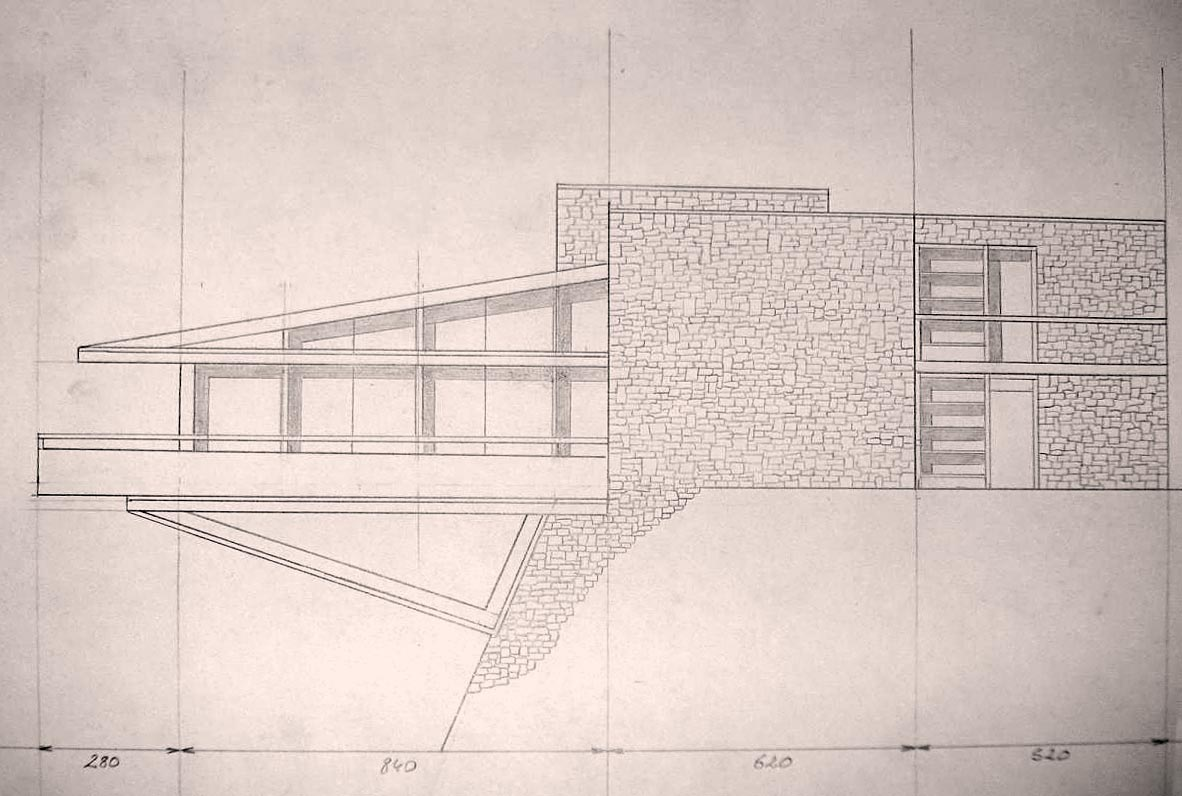
Prospetto della villa di Phillip Vandamm

L'abitazione di Vandamm era stata in origine pensata nella villa Fallingwater, progettata dal celebre architetto Frank Lloyd Wright per la famiglia Kaufmann, la quale però non concesse l'autorizzazione per le riprese. Fu dunque allestito un set progettato riproducendo ambienti, particolari architettonici e arredi della villa.

## Tematiche
Intrigo internazionale riflette le preoccupazioni della Guerra Fredda, periodo durante il quale il mondo viveva sotto la costante minaccia di un conflitto nucleare. Sebbene non si tratti di un film esplicitamente politico, le dinamiche di spionaggio internazionale, la manipolazione delle identità e il senso di paranoia che permeano la trama sono indicatori delle paure della popolazione statunitense dell'epoca.

## Accoglienza

### Incassi
Intrigo internazionale fu un successo commerciale per l'epoca. Con un budget stimato di circa 4 milioni di dollari, il film incassò oltre 13 milioni di dollari negli Stati Uniti.
Secondo Box Office Mojo, le riedizioni successive del film hanno contribuito a ulteriori incassi, portando il totale mondiale a circa 192.000 dollari.. Tuttavia, è importante notare che questi dati si riferiscono principalmente alle riedizioni e non riflettono completamente gli incassi originali del 1959.

### Critica
Entusiasta l'accoglienza del film da parte di Luc Moullet in un lungo articolo su Cahiers du cinéma n. 102 del dicembre 1959, che spazia da informazioni tecniche, il film fu girato dal 12 agosto al 24 dicembre 1958, a valutazioni dei personaggi le cui azioni mozzafiato li priva di quella profondità psicologica tipica della cultura cattolica messa in scena ad esempio in Vertigo, per sfociare in uno schematismo di tipo puritano. Il critico chiosa scrivendo che questo film va visto, letteralmente, con lo sguardo della portinaia e del macellaio, con i quali il suo stesso sguardo si identifica, sottolineando quanto Hitchcock sia geniale a unire le classi sociali alla sua maniera.
Per Francois Truffaut, Intrigo internazionale riesce a fondere perfettamente gli elementi della spy story, del thriller e della commedia, diventando un film che, ad ogni visione, rivela nuovi dettagli e anticipa le iconiche sequenze dei film di spionaggio, come quelle della saga di James Bond. Il finale audace nel wagon-lit è una delle sequenze più sfacciate del regista e prelude a quella tipica ironia che caratterizzerà molti dei suoi film successivi.
John Russell Taylor ha definito il film come un "perfetto jeu d'esprit", sottolineando l'ingegno e l'eleganza della sceneggiatura.
Secondo Donald Spoto, è considerato un classico del genere giallo brillante, un'opera che incarna perfettamente le caratteristiche di questo stile, combinando suspense, ironia e un ritmo narrativo coinvolgente.
Per Giorgio Simonelli, si sviluppa come un susseguirsi di avventure e colpi di scena, dove il protagonista, suo malgrado, si ritrova coinvolto in una serie di pericoli risolti in extremis. È un tipico esempio di film di fuga e inseguimento, come Hitchcock stesso li definiva. La struttura del film ricalca quella dei suoi lavori britannici degli anni '30: l'eroe riluttante, la donna come aiutante e un nemico non ben definito nella sua identità politica, in contrasto con i nemici più facilmente identificabili dei decenni successivi, come i nazisti degli anni '40 o i comunisti degli anni '60.

## Cameo
Come di consueto, Alfred Hitchcock appare in un cameo al secondo minuto del film, nei panni di un passeggero che tenta di salire su un autobus, ma l'autista chiude le porte proprio mentre sta per farlo. Un altro suo cameo lo vede seduto di spalle alla reception dell'hotel dove Cary Grant si rifugia dopo la celebre sequenza in cui un aereo lo insegue e cerca di ucciderlo. In merito a un presunto terzo cameo, che lo avrebbe visto travestito da donna nel treno, si tratta di una voce infondata: in realtà, quella parte è interpretata dall'attrice Jesslyn Fax, già apparsa in altre opere di Hitchcock, che condivideva una certa somiglianza con il regista.

## Collocazione nella filmografia
Dopo le atmosfere sinistre e il cupo pessimismo de Il ladro e La donna che visse due volte, Hitchcock ritrova lo humour e il registro apparentemente leggero, caratterizzato dalla contaminazione tra film poliziesco e commedia brillante, tipico di opere come Il club dei 39, La signora scompare, La finestra sul cortile o Caccia al ladro. Intrigo internazionale costituisce anche un ritorno in grande stile al political thriller, un genere prediletto da sempre, ma con il quale il regista - se si esclude il remake de L'uomo che sapeva troppo - non si era più cimentato dal lontano 1946, l'anno in cui si era chiuso con Notorious il ciclo dei film antinazisti diretti durante la seconda guerra mondiale.

## Temi
Intrigo internazionale esplora numerosi temi ricorrenti nel suo cinema, tra cui lo scambio di persona, l'impossibilità per l'innocente di discolparsi, la rivalità tra il "buono" e il "cattivo" innamorati della stessa donna, l'ambiguità della coppia e l'ambiguità delle persone comuni.
Un tema centrale nel film è l'analisi esterna del rapporto che si sviluppa tra due innamorati: l'incontro casuale, il sentimento che nasce tra due estranei e le peripezie che entrambi devono affrontare per poter giungere al compimento della loro unione,
Come in altri lavori del regista, anche in questo film non mancano personaggi di contorno che, nonostante la loro apparente normalità, riescono a suscitare forti sospetti nello spettatore e che spesso si rivelano completamente diversi da come sembravano in un primo momento, diventando talvolta assai pericolosi. Il loro apparire sulla scena e il loro "trasformarsi" dipende soprattutto dallo svolgimento della trama e dal crescere della suspense.
All'inizio del film, il protagonista è circondato da persone fidate e tranquille, come la sua segretaria o gli amici del bar. Si vede pure un tassista, garbato e del tutto innocuo; ma quando ormai Roger Thornhill si trova nei guai, la figura del tassista ritorna più misteriosa e sospetta, senza un volto identificabile e stranamente disponibile a seminare dei pericolosi inseguitori. Alla villa di Townsend, un inoffensivo giardiniere alza la testa dal suo lavoro e scopriamo che in realtà è uno dei sicari di Vandamm. L'anonimo bigliettaio della stazione accoglie Thornhill con un atteggiamento incredibilmente inquisitivo; poco dopo si scopre che l'aveva riconosciuto subito grazie a una foto segnaletica. Un inerme portabagagli scende spaventato dal treno, in maglia e mutande di lana, gridando che Thornhill gli ha rubato la divisa; poi, quando i poliziotti si sono allontanati, lo si vede contare il denaro ricevuto per i suoi abiti. L'uomo che aspetta il torpedone nel deserto parrebbe tutt'altro che rassicurante, benché non possa essere altri che un onesto agricoltore diretto in città. La matura domestica di Vandamm non esita a minacciare Thornhill con una pistola, e i poliziotti sono ora visti come potenziali nemici, ora come inaspettati alleati.

## Sequenze celebri

### La scena del piccolo aereo
Una delle sequenze più celebri del film si svolge nelle ampie pianure del Midwest, dove Roger Thornhill (Cary Grant) viene attaccato da un piccolo aereo. Dopo averlo scambiato per un altro uomo, l'aereo inizia a inseguirlo, lanciando raffiche di mitra contro di lui. Thornhill, che non ha idea di come difendersi, è costretto a correre per salvarsi la vita. Questa scena è un esempio perfetto della tecnica di Hitchcock nell'uso della suspense, combinando pericolo e azione in modo che lo spettatore rimanga sempre sulla corda. L'inseguimento è reso ancora più teso dalla vulnerabilità di Thornhill, un uomo comune coinvolto in un'avventura che lo supera.

### La scena dell'hotel e dell'inseguimento
Dopo l'attacco aereo, Thornhill si rifugia in un hotel, ma viene subito perseguitato da uomini misteriosi. In questa sequenza, Hitchcock gioca con lo spazio e con la tensione che cresce progressivamente. Ogni angolo dell'hotel sembra un possibile nascondiglio, ma anche una trappola. Il regista utilizza i movimenti della macchina da presa per accentuare il senso di claustrofobia e il pericolo imminente che il protagonista affronta. La suspense è tangibile e il ritmo incalzante fino alla sua conclusione, con Thornhill che continua a essere perseguitato in modo implacabile.

### La sequenza del Monte Rushmore

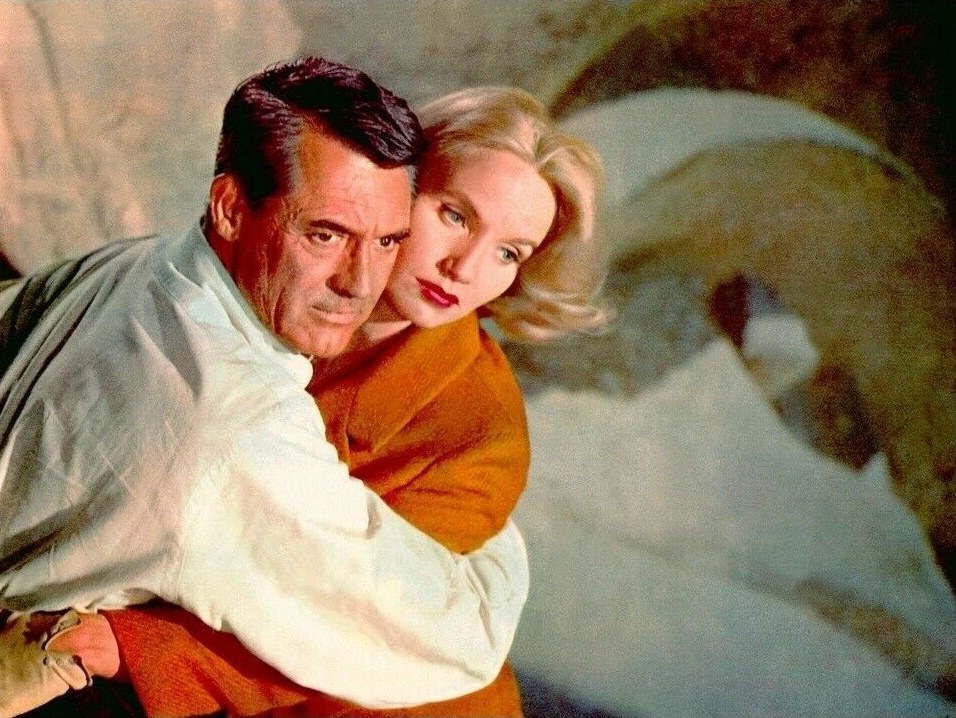
Thornill ed Eve Kendall si abbracciano sul Monte Rushmore

Probabilmente la scena più spettacolare di Intrigo internazionale si svolge presso il Monte Rushmore, dove Thornhill e Eve Kendall (Eva Marie Saint) si rifugiano dopo una lunga fuga. Mentre cercano di eludere i loro inseguitori, si trovano a combattere tra le sculture gigantesche dei presidenti americani. Questo luogo iconico diventa lo scenario per un'azione mozzafiato, con i protagonisti che si nascondono e lottano per la loro vita. La scelta di Hitchcock di ambientare la scena in un monumento nazionale conferisce alla sequenza un senso di grandiosità e tensione. L'uso delle sculture stesse come ostacoli e rifugi crea un'atmosfera unica di pericolo, mentre il contrasto tra l'imponenza delle figure scolpite e la lotta umana di Thornhill ed Eve aggiunge una dimensione simbolica al conflitto.

### La scena finale nel treno
Il film si conclude con un'altra sequenza memorabile a bordo di un treno. Dopo aver affrontato numerosi pericoli, Roger ed Eve finalmente trovano un momento di calma e felicità. Il finale in cuccetta, in cui i due si abbracciano, è una chiusura ironica e perfetta per il film. L'inquadratura ravvicinata e il movimento della macchina da presa enfatizzano l'intimità dei protagonisti, che ora possono finalmente godersi la loro unione dopo aver affrontato insieme mille difficoltà. A causa della censura del production code, che vigeva in quegli anni, Hitchcock non poteva mostrare scene d'intimità esplicite, si attiva quindi la genialità del regista: Il film si conclude con il treno nel quale i due protagonisti sono a bordo, entrare in una galleria; una chiara e creativa allusione a ciò che Roger ed Eve stanno facendo all'interno della carrozza .

## Riconoscimenti
- 1960 – Premio Oscar
  - Candidatura alla migliore sceneggiatura originale a Ernest Lehman
  - Candidatura alla migliore scenografia a William A. Horning, Robert F. Boyle, Merrill Pye, Henry Grace e Frank R. McKelvy
  - Candidatura al miglior montaggio a George Tomasini
- 1959 – National Board of Review Award
  - Migliori dieci film
- 1960 – David di Donatello
  - Miglior attore straniero a Cary Grant
- 1959 – Festival internazionale del cinema di San Sebastián
  - Concha de Plata al miglior regista ad Alfred Hitchcock
- 1960 – Directors Guild of America Award
  - Candidatura al miglior regista ad Alfred Hitchcock